# Buellia lepidastroidea
Buellia lepidastroidea är en lavart som beskrevs av Imshaugh ex Bungartz. Buellia lepidastroidea ingår i släktet Buellia och familjen Physciaceae.   Inga underarter finns listade i Catalogue of Life.